# Miriquidica squamulosa
Miriquidica squamulosa är en lavart som beskrevs av Fryday. Miriquidica squamulosa ingår i släktet Miriquidica och familjen Lecanoraceae.   Inga underarter finns listade i Catalogue of Life.